# La Tenda
La Tenda és una muntanya de 732 metres de la Serra del Montsià.
Es troba entre els municipis d'Alcanar i d'Ulldecona, a la comarca catalana del Montsià.